# Údolí Jihlavy
Údolí Jihlavy este o arie protejată (arie specială de conservare — SAC, sit de importanță comunitară — SCI) din Republica Cehă întinsă pe o suprafață de 861,93 ha, integral pe uscat.

## Localizare
Centrul sitului Údolí Jihlavy este situat la coordonatele 49°06′19″N 16°10′42″E / 49.105278°N 16.178333°E.

## Înființare
Situl Údolí Jihlavy a fost declarat sit de importanță comunitară în noiembrie 2009 pentru a proteja 1 specie de animale. Situl a fost protejat și ca arie specială de conservare în februarie 2018.

## Biodiversitate
Situată în ecoregiunea continentală, aria protejată conține 8 habitate naturale: Pante stâncoase silicioase cu vegetație casmofită, Pajiști panonice carstice (Stipo-Festucetalia pallentis), Cursuri de apă de la nivel de câmpie la nivel montan, cu vegetație Ranunculion fluitantis și Callitricho-Batrachion, Pajiști uscate seminaturale și facies de acoperire cu tufișuri pe substraturi calcaroase (Festuco-Brometalia) (* situri importante pentru orhidee), Păduri de stejar și carpen Galio-Carpinetum, Păduri stepice euro-siberiene cu Quercus spp., Pajiști stepice subpanonice, Păduri pe pante, grohotișuri și ravene de Tilio-Acerion.
La baza desemnării sitului se află o specie protejată de  nevertebrate: Euplagia quadripunctaria.